# Скьяльдбрейдюр
Скьяльдбрейдюр (исл. Skjaldbreiður — широкий щит) — щитовой вулкан на юго-западе Исландии в муниципалитете Блаускоугабиггд. Возник в результате мощного извержения примерно 9000 лет назад.
Вулкан достигает высоты 1060 м, диаметр кратера составляет около 300 м. Диаметр основания достигает 15 км.
Согласно Тору Тордарсону Скьяльдбрейдюр принадлежит к той же вулканической системе, что и Храбнабьёрг, находящийся юго-западнее в направлении озера Тингвадлаватн.
По другим данным Скьяльдбрейдюр принадлежит к системе вулканов Престахнукюр.
Ледниковый период завершился в Исландии около 10000 лет назад, после чего следовали извержения многочисленных щитовых вулканов. Одной из причин был быстрый подъём поверхности земли, освобожденной от ледника.
Подобные извержения могут вызываться изменениями давления и положения магматических резервуаров.
Как правило, при подобных извержениях образуется очень горячая лава низкой вязкости, на протяжении долгого времени стекающая через один и тот же кратер, накапливаясь слой за слоем на почти плоских склонах вулкана.
Расположенные непосредственно над активной зоной Срединно-Атлантического хребта лавовые поля около вулкана подвержены разрывам и деформациям на протяжении тысяч лет, в результате чего образовались трещины и разломы на территории национального парка Тингведлир. Здесь удаляются
друг от друга Северо-Американская плита и Евразийская плита, поэтому местность подвержена деформациям, при которых происходят землетрясения. Неподалёку расположены другие вулканические системы
(Хенгидль, Хроумюндартиндюр и Престахнукюр).